# Гришко, Дмитрий Сергеевич
Дми́трий Серге́евич Гришко́ (укр. Дмитро Сергійович Гришко; род. 2 декабря 1985[…], Горловка, Донецкая область) — украинский футболист, защитник; тренер.

## Биография
Воспитанник ДЮСШ «Спартак», город Горловка. Первый тренер — Юрий Фомин. В «Черноморец» перешёл в 2004 году. В 2011 году перешёл в ФК «Олимпик» (Донецк). В последующие три года признавался лучшим игроком «Олимпика». В июне 2017 года покинул команду и перешел в российский «СКА-Хабаровск».

## Достижения
- Бронзовый призёр чемпионата Украины: 2005/06